# Maireana microphylla
Maireana microphylla är en amarantväxtart som först beskrevs av Horace Bénédict Alfred Moquin-Tandon, och fick sitt nu gällande namn av Paul G. Wilson. Maireana microphylla ingår i släktet Maireana och familjen amarantväxter. Inga underarter finns listade i Catalogue of Life.